# Miracle Fortress
I Miracle Fortress sono un gruppo musicale indie rock canadese originario di Montréal e attivo dal 2005.

## Formazione
- Graham Van Pelt (anche membro dei Think About Life)
- Adam Waito
- Jessie Stein
- Nathan Ward

## Discografia
- 2005 - Watery Grave EP
- 2007 - Have You Seen in Your Dreams (12")
- 2007 - Five Roses
- 2008 - Maybe Lately (7")
- 2011 - Was I the Wave?